# Buffalo (Minnesota)
Buffalo is de hoofdstad van de Wright County in de Amerikaanse staat Minnesota. De stad had bij de telling van 2000 zo'n 10.097 inwoners.
Het grondgebied van de stad is 20,2 km² groot, waarvan 15,6 km² land is en 4,6 km² water. De stad is ontstaan uit een Townschip met ook de naam Buffalo die vanaf halverwege de 19e eeuw bevolkt raakte met emigranten. Daarvoor was het gebied bevolkt door de Indianen. De naam was overgenomen van een van de twee meren, die in het gebied lagen. Deze hadden de namen Buffalo en de Pulaski.
De stad begon bij de twee meren als een paar nederzettingen die al snel uitgroeide tot een aantal straten in 1856. De plaats had het jaren moeilijk, de groei van de plaats was erg moeizaam. Dat was zo totdat in 1867 via een stemming de plaats de hoofdplaats van de county werd. De plaats kreeg daardoor enorme impulse. De plaats groeide snel uit tot een kleine stad. In 1886 kwam er tweede impulse toen spoorweg was aangelegd. Ook dankzij het spoor kwamen er toeristen die voor de twee meren kwamen. De kleine stad groeide. De groei bleef ook in de volgende eeuw serieus doorgaan. In 1987 voorspelde men dat er tegen 2000 zo'n 8000 mensen zouden wonen, 2000 minder dan de daadwerkelijke aantal inwoners in 2000.

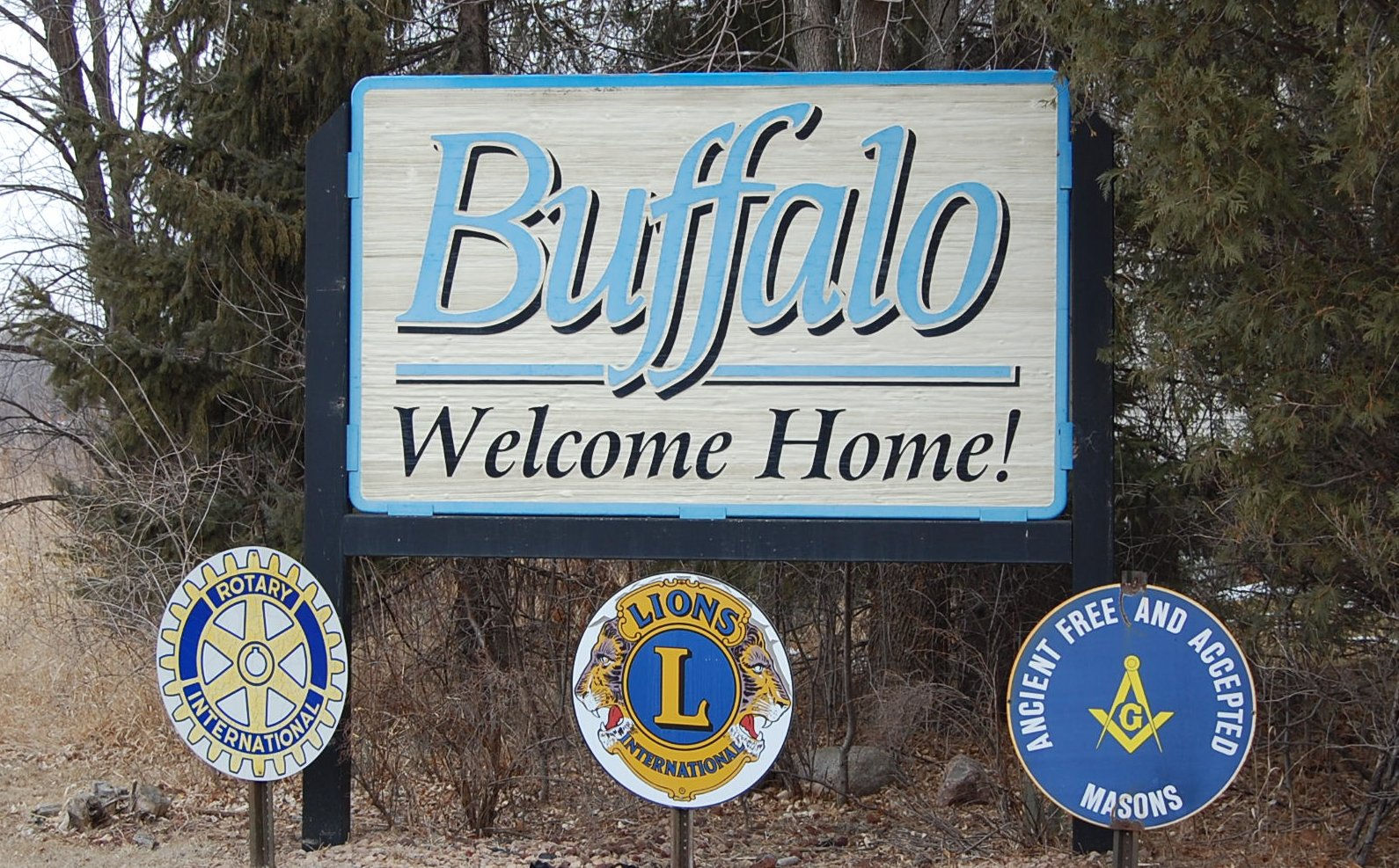